# مارن آده
مارن آده (به آلمانی: Maren Ade) (زادهٔ ۱۲ دسامبر ۱۹۷۶) کارگردان، فیلم‌نامه‌نویس و تهیه‌کننده اهل آلمان است.

## زندگی
مارن آده در ۱۲ دسامبر ۱۹۷۶ در کارلسروهه آلمان به دنیا آمد. در دانشگاه فیلم و تلویزیون مونیخ تحصیل کرد. پروژه فارغ‌التحصیلیش فیلمی به نام جنگل برای درختان بود که برنده جایزه ویژه هیئت داوران جشنواره فیلم ساندنس ۲۰۰۵ شد.
دومین فیلم مارن آده با نام هر کس دیگر در جشنواره فیلم برلین ۲۰۰۹ توانست جایزه بزرگ هیئت داوران و خرس نقره‌ای بهترین بازیگر زن برای بیرگیت مینیشمایر را به دست آورد.

## فیلم‌شناسی
- وگاس (فیلم کوتاه ۲۰۰۱)
- جنگل برای درختان (۲۰۰۳)
- هر کس دیگر (۲۰۰۹)
- تونی اردمان (۲۰۱۶)